# Lissieu
Lissieu – miejscowość i gmina we Francji, w regionie Owernia-Rodan-Alpy, w departamencie Rodan.
Według danych na rok 1990 gminę zamieszkiwało 2535 osób, a gęstość zaludnienia wynosiła 448 osób/km² (wśród 2880 gmin regionu Rodan-Alpy Lissieu plasuje się na 352. miejscu pod względem liczby ludności, natomiast pod względem powierzchni na miejscu 1461.).

## Galeria

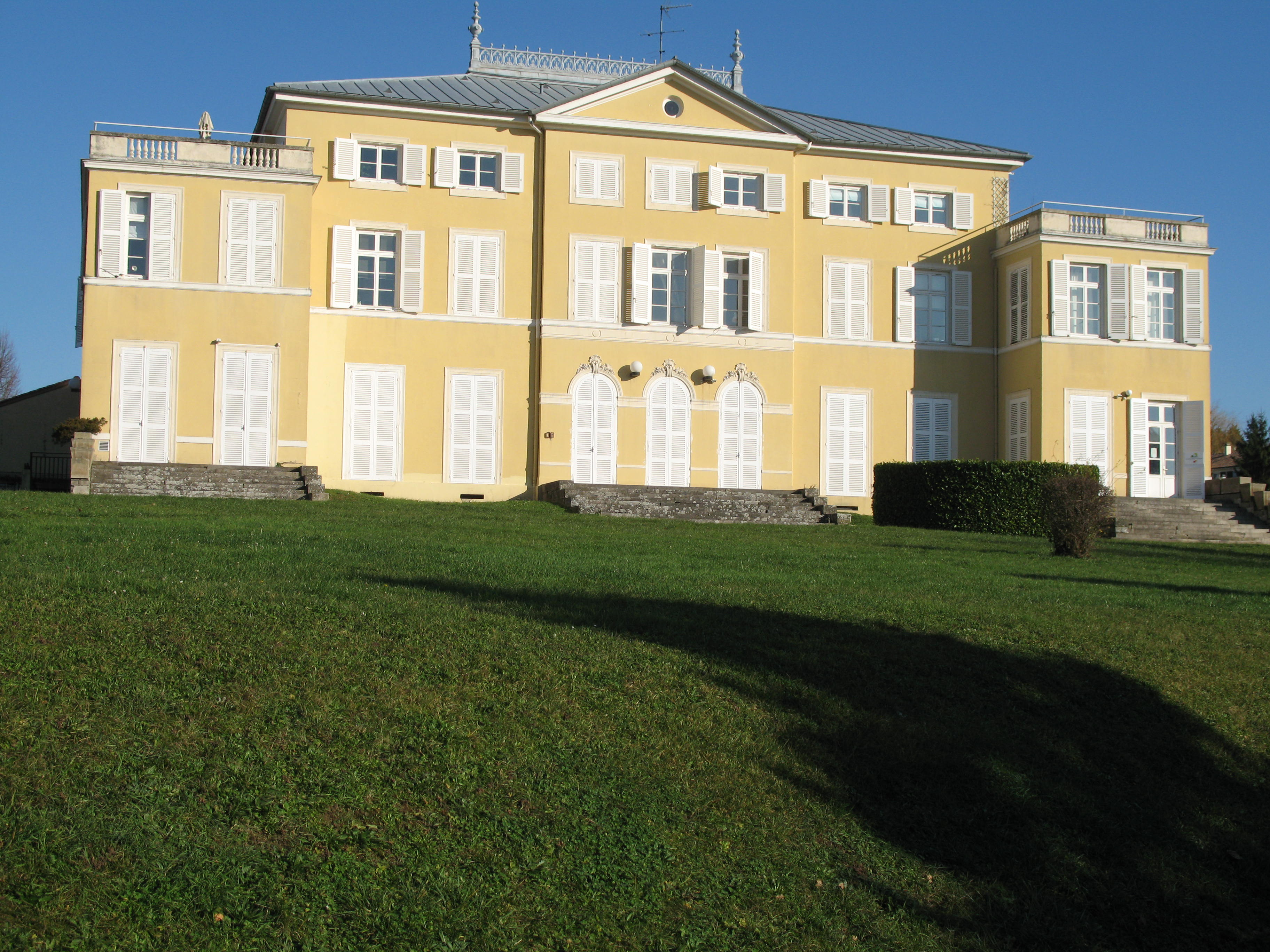
Zamek Bois Dieu w Gminie Lissieu, 2008
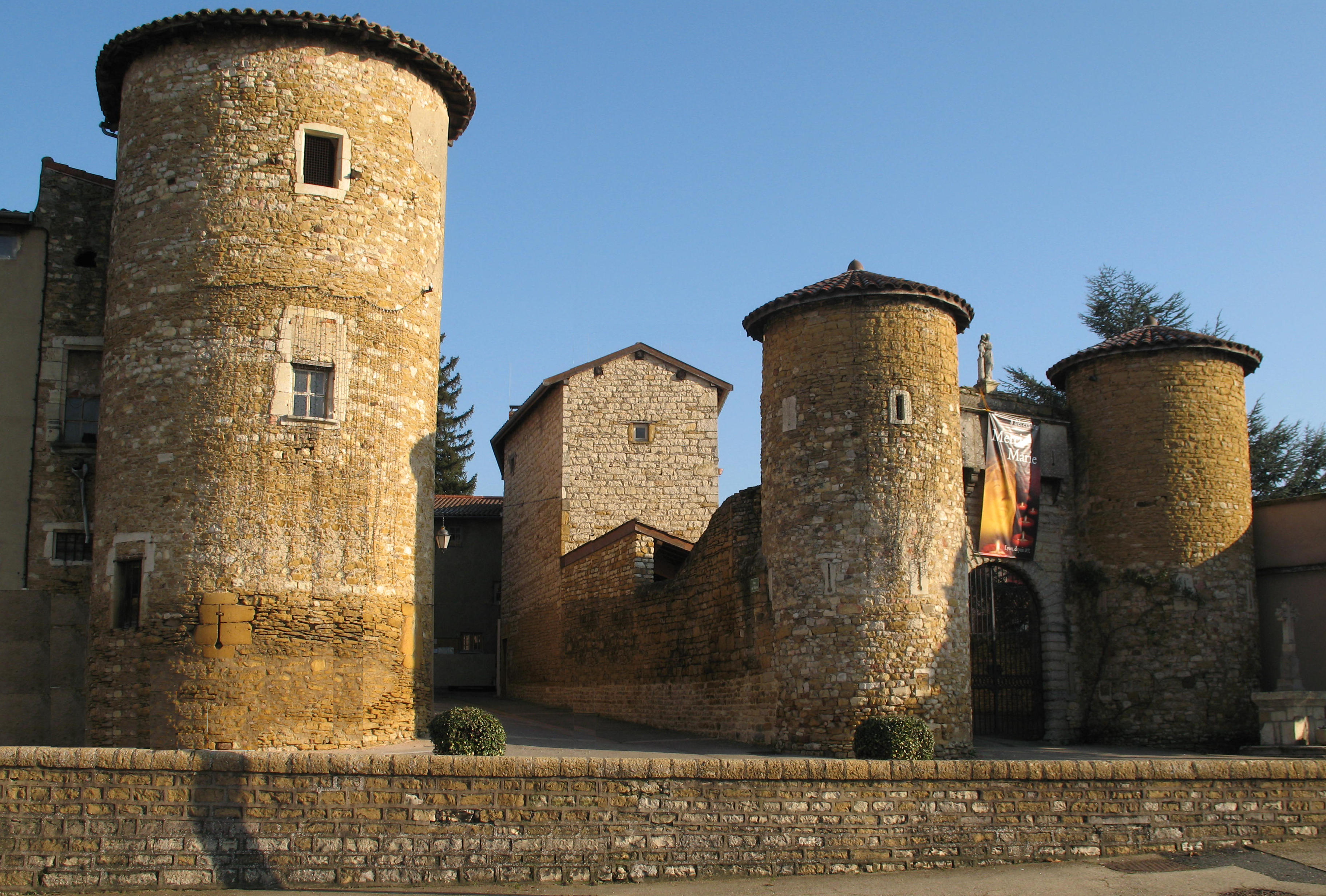
Zamek w Lissieu, 2008